# Camí de Sant Pere Màrtir
El Camí de Sant Pere Màrtir és un camí forestal del terme municipal de Monistrol de Calders, a la comarca del Moianès.
Actualment només és transitable a peu, tot i que en temps pretèrits era transitable amb vehicle motoritzat.
Arrenca de la carretera B-124 just al davant -migdia- de la masia del Solà, i en un primer tram orientat cap a ponent transitable per vehicles motoritzats, arriba al Forn del Peneta. Des d'aquest lloc el camí s'adreça cap al sud-oest, passa per les Roques de l'Oan, passa ran de la Pedrera del Coll de Portella, tot seguit pel Coll de Portella, on canvia de direcció, ara cap a ponent per poc després girar cap al nord-oest, i, passant per la part superior del Sot del Planter, travessant tota la Baga del Coll de Portella, arriba a la capella de Sant Pere Màrtir.